# 狩野宗秀
狩野 宗秀（かのう そうしゅう、 天文20年（1551年） - 慶長6年11月頃（1601年））は、安土桃山時代の狩野派の絵師。狩野松栄の次男で、狩野永徳の弟。名は元秀、秀（季）信。宗秀（周）は号。

## 経歴
元亀2年（1572年）21歳の時、永徳と共に豊後国の大友宗麟に招かれ障壁画を描く（現存せず）。天正4年（1576年）安土城障壁画制作では、永徳から家屋敷を預けられ、その留守を守った。これは、万が一障壁画制作に失敗し織田信長から不興を買った場合、咎めが狩野派全体に及ぶのを危惧しての保険と見られる。天正10年（1582年）羽柴秀吉が、姫路城殿舎の彩色のために、宗秀を播磨国に招いている（「那須家文書」）。天正18年（1590年）、天正度京都御所造営では永徳を補佐し障壁画製作に参加する。文禄3年（1594年）制作の「遊行上人絵」に「狩野法眼」とあり、この頃には法眼に叙されていたことが分かる。慶長4年（1599年）、桂宮家新御殿造営にあたり甥の光信を補佐し障壁画制作に参加する。慶長6年（1601年）11月頃、光信に息子・甚之丞の後見を依頼しつつ亡くなった。
『本朝画史』では、「画法を専ら兄永徳に学び、よく規矩を守ったが、父兄には及ばなかった」と評している。また、同書収録の「本朝画印」では、「筆法専ら永徳に似て荒らし」とその画風を記している。
画系に、先述の実子で父と同じく「元秀」を名乗った真設甚之丞、また元和から寛政頃の作品が残る狩野重信も門人とされる。

## 作品
| 作品名                 | 技法         | 形状・員数 | 所有者                                                 | 年代                  | 落款・印章         | 備考 |
| ---------------------- | ------------ | ---------- | ------------------------------------------------------ | --------------------- | ------------------ | --- |
| 織田信長像             |              | 1幅        | 長興寺                                                 | 1583年（天正11年）6月 |                    | 重要文化財 |
| 四季花鳥図屏風         | 紙本金地著色 | 六曲一双   | 大阪市立美術館                                         | 天正末年頃            |                    | 重要文化財 |
| 遊行上人絵             | 紙本著色     | 10巻       | 山形市・光明寺                                         | 1594年（文禄3年）     |                    | 重要文化財。各巻の奥書や外箱の墨書きから、最上義光が1594年（文禄3年）7月7日に寄進したが、何らかの事情で最上家の手元に置かれていたものを、1631年（寛永8年）に最上義俊が改めて光明寺に寄進したことがわかる。 |
| 日禎上人画像           | 絹本著色     | 1幅        | 京都国立博物館                                         | 1596年（文禄5年）     |                    | |
| 三十六歌仙図扁額       | 板地著色     | 36面       | 豊国神社                                               | 1599年（慶長4年）     |                    | |
| 柳図屏風               | 紙本金地著色 | 六曲一隻   | 相国寺                                                 | 晩年の作              | 「元秀」朱文壺形印 | 宗秀作品の中で現存唯一の大画（モチーフを近接拡大した桃山時代特有の絵画様式）の遺作。 |
| 洛中洛外図扇面貼付屏風 | 紙本金地著色 | 二曲一隻   | 出光美術館                                             |                       |                    | |
| 都の南蛮寺図           | 紙本金地著色 | 扇1面      | 神戸市立博物館                                         |                       |                    | 元は「京名所扇面画帖」2帖全60枚のうちの1点。現在は、個人蔵1帖（30図）、上記の出光美術館、東京国立博物館、東京芸術大学大学美術館など諸家に分蔵。その中でも本図は、同時代に南蛮寺を描いた貴重な作例である。  |
| 韃靼人狩猟図屏風       | 紙本金地著色 | 六曲一双   | サンフランシスコ・アジア美術館ブランデージコレクション |                       |                    | 伝狩野宗秀。息子の真設甚之丞の作とする説もある。 |

## ギャラリー

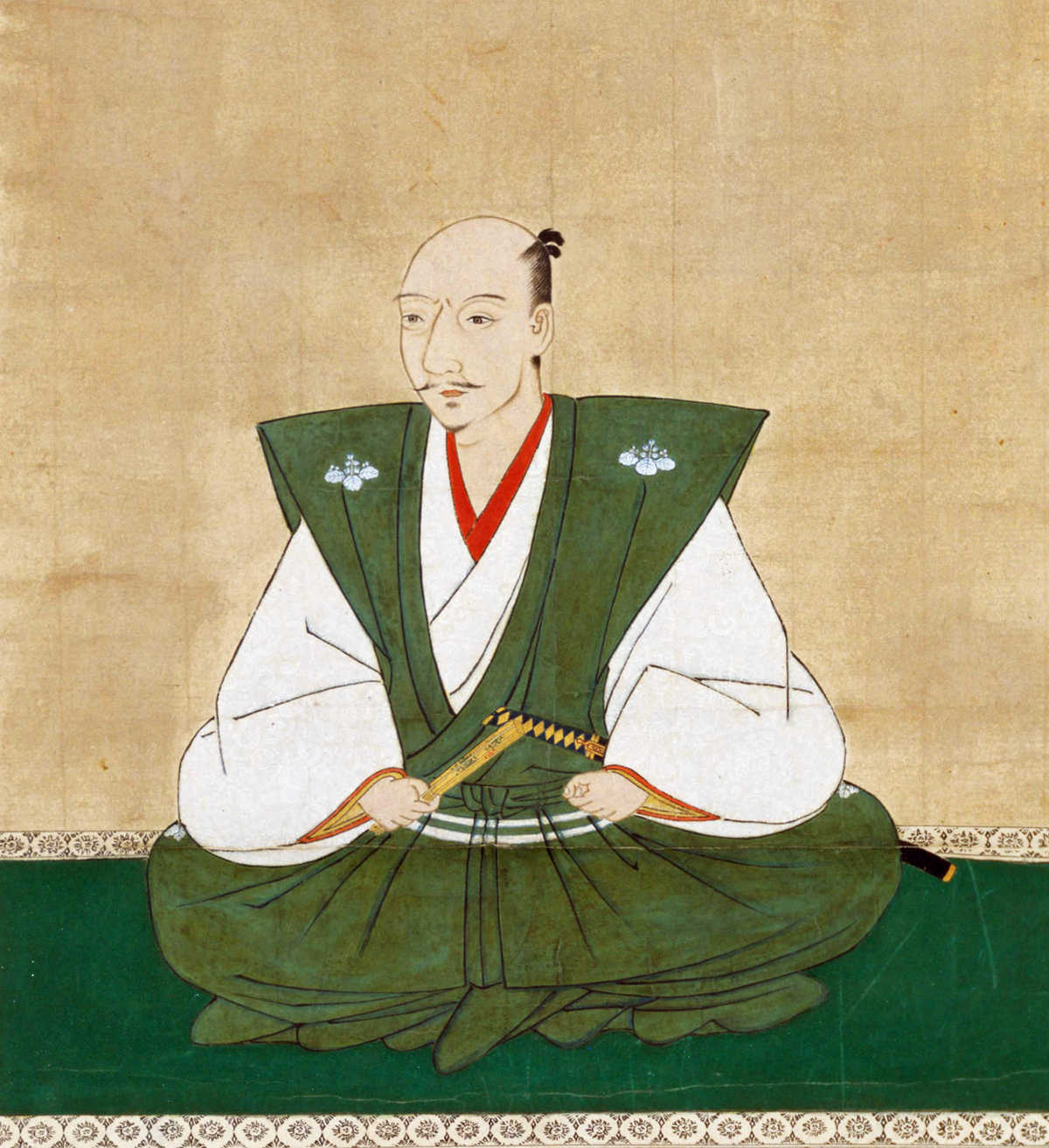
織田信長像 長興寺蔵
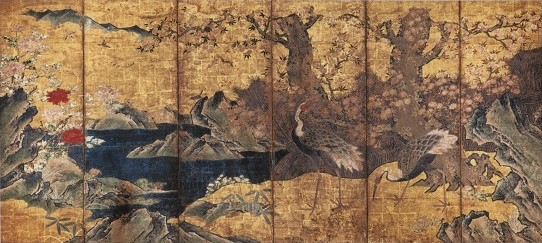
四季花鳥図屏風（左隻）大阪市立美術館蔵
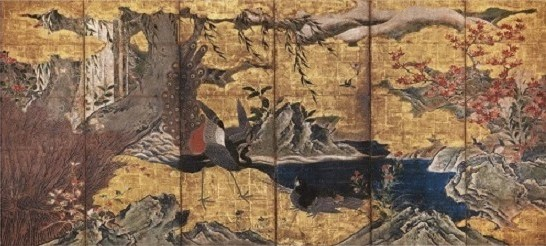
四季花鳥図屏風（右隻） 大阪市立美術館蔵
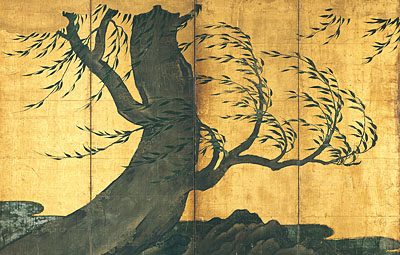
柳図屏風（六曲一隻のうち左4扇） 相国寺
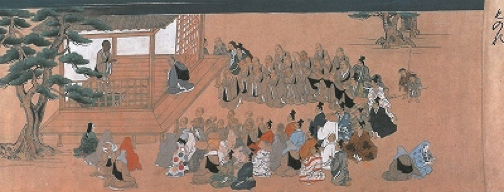
遊行上人絵 光明寺蔵

## 親族
- 父 狩野松栄（1519年-1592年）。
- 兄 狩野永徳（1543年-1590年）。
- 弟 狩野長信（1577年-1654年）。
- 甥 狩野光信（1565年-1608年）、狩野孝信（1571年-1618年）。